# هنري أ. ريبلي
هنري أ. ريبلي هو شخصية أعمال وفلاح وسياسي أمريكي، ولد في 4 مارس 1842، وتوفي في 25 أكتوبر 1926. نشط حزبياً في الحزب الجمهوري. وقد انتخب عضو جمعية ولاية ويسكونسن ‏.